# Óblast de Penza
L'óblast de Penza (en rus Пе́нзенская о́бласть, transliterat Pènzenskaia óblast) és un subjecte federal de Rússia.